# Frank Knight
Frank Hyneman Knight, född 7 november 1885 i McLean County, Illinois, död 15 april 1972 i Chicago, Illinois, var en amerikansk nationalekonom som var verksam vid University of Chicago, där han var en av grundarna till Chicagoskolan. Nobelpristagarna James M. Buchanan, Milton Friedman, George Stigler och Paul Samuelson blev alla upplärda av Knight. Den sistnämnde, Paul Samuelson, kom dock inte att tillhöra Chicagoskolan då han blev grundare av den neo-keynesianismen.
Den största delen av sin akademiska karriär tillbringade Knight vid University of Chicago, där han blivit utsedd till professor emeritus i samhällsvetenskap och filosofi. Knight var en av de ledande ekonomerna i världen efter sina många bidrag för att lösa ekonomiska problem. Han är mest känd för sin bok Risk, Uncertainty and Profit som handlade om entreprenörens roll i ekonomin. 1950 blev han utsedd till ordförande för American Economic Association och 1957 mottog han organisationens eget Francis A. Walker Award, för sina insatser inom nationalekonomin. 
I sin bok Risk, Uncertainty and Profit som baserades på hans doktorsuppsats som han skrev vid Cornell University skiljer han mellan ekonomisk risk och osäkerhet. Risk definierades som något där utfallet var osäkert även om sannolikheterna för de olika utfallen var kända innan, vilket innebär att risk alltid kan försäkras bort. Han menade att dessa situationer skiljde sig från de med osäkerhet, där utfallet är av det slag att det saknar motstycke i historiska händelser och kan därmed inte heller ha en sannolikhetsfördelning. Ur detta härledde Knight att osäkerhet skapade ekonomisk vinst som inte den perfekta konkurrensen kunde eliminera.
Även om många nationalekonomer erkänner att det finns en skillnad mellan risk och osäkerhet syns detta i väldigt få modeller. Ett undantag är "Market from Networks"-modellen som utvecklades av sociologen Harrison White 2002. Andra som inte utgår ifrån modeller, såsom den österrikiska skolan tenderar att betona skillnaden mellan risk och osäkerhet. 
Knight är också känd för att ha debatterat mot Arthur Pigou om sociala kostnader. Han argumenterade starkt för vägtullar. Snarare än att ha en samhällelig skatt på trängsel skulle privatägda vägar sätta tullar till den nivå som krävdes för att minska trängseln till den nivå som var effektiv. Han utvecklade argumentet som analysen av trafikjämvikten grundar sig på och som senare blev känt som "Wardrop's Principle". 